# Lutuma Diabateza
Lutuma Diabateza (ur. 9 listopada 1962) – bokser z Zairu (obecnie Demokratyczna Republika Konga), uczestnik Letnich Igrzysk Olimpijskich 1984.
Podczas igrzysk w Los Angeles, startował w wadze muszej. W pierwszej rundzie jego przeciwnikiem był José Rodríguez z Portoryko, z którym Diabateza przegrał jednogłośnie (0–5) i zajął 17. miejsce.